# Anthony Harbord-Hamond, 11. Baron Suffield
Anthony Philip Harbord-Hamond, 11. Baron Suffield, MC (* 19. Juni 1922 in London; † 8. Dezember 2011) war ein britischer Peer und Politiker der Conservative Party.

## Leben und Karriere
Harbord-Hamond wurde am 19. Juni 1922 als Sohn von Admiral Richard Harbord-Hamond, 10. Baron Suffield (1965–1951) und Nina Annette Mary Crawfuird Hutchinson geboren.
Der Vater war ein Admiral, der erst im Alter von 48 Jahren heiratete und bei der Geburt des Sohns 57 Jahre war.
Anthony Harbord-Hamond besuchte das Eton College.
Nach seinem Abschluss trat er in die British Army ein und wurde 1942 Offizier der Coldstream Guards. Von 1948 bis 1950 war er während des Malayan Emergency in Malaya eingesetzt. Für seine dortigen Leistungen wurde er 1950 mit dem Military Cross sowie als Offizier des niederländischen Orden von Oranien-Nassau ausgezeichnet. In der Folgezeit war er in England und Deutschland stationiert. 1956 stieg er in den Rang eines Major auf und schied 1961 aus dem aktiven Militärdienst aus.
Er wurde in Binham landwirtschaftlich tätig. Harbord-Hamond wurde auch als Aquarellist bekannt, für seine Werke von Landschaften und Landhäusern in Norfolk. 1989 war eine Ausstellung seiner Werke in London ein großer Erfolg. 1977 wurde er Präsident des Norfolk County Cricket Club. Von 1973 bis 1992 war er Mitglied des Honourable Corps of Gentlemen at Arms, der Queen’s Bodyguard.

## Mitgliedschaft im House of Lords
Nach dem Tod seines Vaters im Februar 1951 erbte er dessen Titel als 11. Baron Suffield und den damals damit verbundenen Sitz im House of Lords. Dort schloss er sich der Fraktion der Conservative Party an. Seine Antrittsrede hielt er am 19. November 1963 zur Address In Reply To Her Majesty's Most Gracious Speech. Zu Wort meldete er sich unregelmäßig. Er sprach 1965 über die Armee. Erst 1984 meldete er sich wieder zu Wort, zweimal zur Health and Social Security Bill. Zwei Jahre später sprach er zur Building Societies Bill. 1989 sprach er zweimal zur möglichen Registrierung von Hunden. Erst 1993 äußerte er sich in einer schriftlichen Antwort dort wieder. Zuletzt sprach er dort im Januar 1995. Durch den House of Lords Act 1999 verlor er seinen Parlamentssitz.

## Familie und Tod
Am 16. Januar 1952 heiratete Harbord-Hamond Elizabeth Eve Edgedale († 1995). Mit ihr hat er vier Kinder, davon drei Söhne und eine Tochter.
Er starb am 8. Dezember 2011 im Alter von 89 Jahren. Seine Titel erbte sein ältester Sohn als Charles Anthony Assheton Harbord-Hamond, 12. Baron Suffield (* 1953).
Innerhalb der Familie wurden kurz nach seinem Tod Streitigkeiten offensichtlich.